# Grand Prix Laguna
Le Grand Prix Laguna est une course cycliste croate disputée au mois de février dans la région d'Istrie en Croatie. La course est organisée pour la première fois en 2015 et fait partie de l'UCI Europe Tour dans la catégorie 1.2.

## Palmarès
| Année | Vainqueur       | Deuxième        | Troisième        |
| ----- | --------------- | --------------- | ---------------- |
| 2015  | Michael Gogl    | Seid Lizde      | Simone Petilli   |
| 2016  | Filippo Ganna   | David Per       | Domen Novak      |
| 2017  | Andrea Toniatti | Paolo Totò      | Stephan Rabitsch |
| 2018  | Paolo Totò      | Lukas Schlemmer | Andrea Toniatti  |